# Bandsporrspindel
Bandsporrspindel (Cheiracanthium erraticum) är en spindelart som först beskrevs av Charles Athanase Walckenaer 1802.  Bandsporrspindel ingår i släktet Cheiracanthium och familjen sporrspindlar. Arten är reproducerande i Sverige. Inga underarter finns listade.